# Untergang von F 174

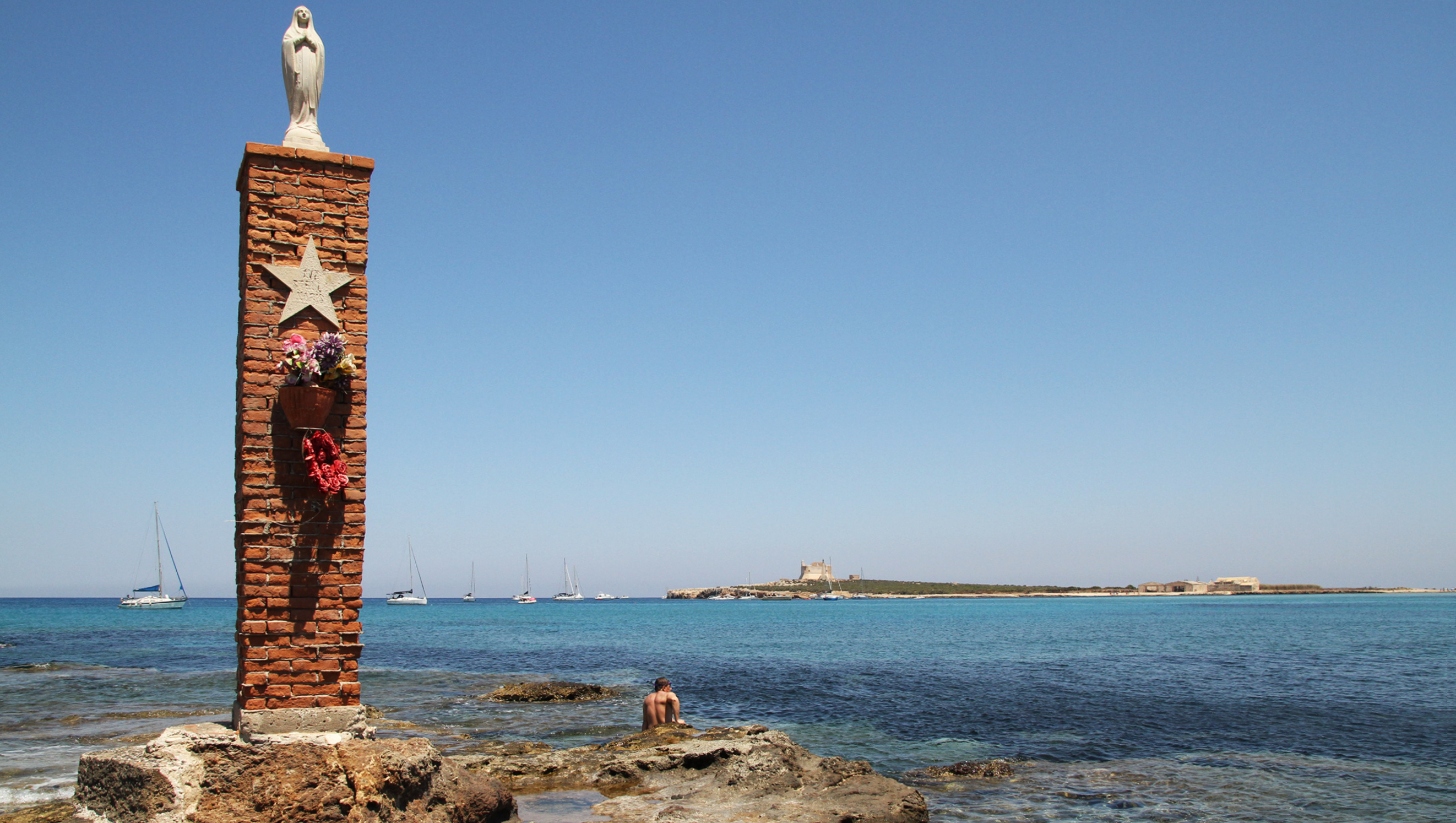
Memorial bei Portopalo, 2014

In der Nacht vom 25. auf den 26. Dezember 1996 kamen beim Untergang des Bootes F 174 mindestens 283 Migranten aus Indien, Sri Lanka und Pakistan vor Kap Passaro, der Südspitze Siziliens, ums Leben. Beim Versuch von Schmugglern, die Menschen bei stürmischer See mit vorgehaltener Waffe von dem honduranischen Frachter Yiohan auf das kleinere maltesische Boot F 174 überzusetzen, kollidierten die beiden Boote und F 174 sank. Es handelte sich dabei um das größte Schiffsunglück im Mittelmeer in der zweiten Hälfte des 20. Jahrhunderts. Der Unfallort wurde jahrelang von den Fischern von Portopalo di Capo Passero geheim gehalten, und die juristische Aufarbeitung dauerte noch Jahre.

## Untergang
In der Nacht vom 25. Dezember auf den 26. Dezember 1996 sollten die meisten der 464 Migranten vom honduranischen Frachter Yiohan auf das kleine maltesische Boot F 174 umsteigen, um begünstigt durch die Weihnachtsfeiertage heimlich in Sizilien an Land gehen zu können. Mehr als 300 Migranten mussten – teils mit Schusswaffe gezwungen – bei starkem Seegang auf das für 80 Menschen gebaute Boot umsteigen. Vermutlich durch die zu große und ungleichmäßige Gewichtsbelastung und einer Kollision mit der Yiohan drang Wasser in das Boot ein, und der griechische Kapitän Zervoudakis Eftychios änderte nochmals den Kurs auf die Yiohan und sprang dann ins Meer, um das rettende Schiff zu erreichen. Auch die Yiohan wendete und kollidierte dann mit dem Bug der F 174, die daraufhin sank. Nur 29 Menschen konnten sich noch an zugeworfenen Tauen retten, dann verschwand die Yiohan, ohne ein Notsignal abgegeben zu haben und erreichte vier Tage später den Peloponnes. Die 150 verbliebenen Passagiere wurden dann zunächst auf Bauernhöfen gefangen gehalten und schließlich freigelassen. Sie verständigten die griechische Polizei und konnten dem zuständigen Staatsanwalt den Vorfall glaubwürdig schildern, so dass eine Suche nach dem Wrack begann.

## Suche
Die maltesischen Behörden hatten schon am 26. Dezember die italienische Küstenwache Guardia Costiera vom Verschwinden des Fischerbootes und seinem vermuteten Untergang informiert und am 31. Dezember übermittelte das Seenotrettungszentrum von Piräus die Informationen der in Griechenland Angekommenen. Eine mehrtägige Suche der italienischen und maltesischen Seenotrettungskräfte mit Schiffen und Flugzeugen ergab keine Spuren des Untergangs. Es konnten weder Leichen noch Überlebende gefunden werden.
Die Fischer von Portopalo fanden aber nach Weihnachten 1996 jahrelang Leichen und Leichenteile in ihren Netzen, die sie jeweils zurück ins Meer warfen, da Monate zuvor ein Fischer schwere Verdienstausfälle hatte, weil er von den Behörden am Auslaufen gehindert worden war, als er nach der Bergung eines toten Migranten langwierig befragt und sein Boot behördlich untersucht worden war. Die Medien und italienischen Politiker machten währenddessen aus dem untergegangenen Boot im öffentlichen Diskurs ein Geisterschiff (naufragio fantasma), das nur „angeblich“ untergegangen wäre.

## Rezeption
Der Untergang wurde in den Medien kaum beachtet. Sogar nachdem der Journalist John Hooper die Yiohan unter geändertem Namen entdeckt und untersucht hatte, berichteten die italienischen Medien kaum darüber. Nur Verwandte der Opfer, einige Journalisten und die Staatsanwaltschaften bemühten sich um Aufklärung. Erst 2001 enthüllte Mario Bellu von La Republica die Geschichte, nachdem ein Fischer aus Portopalo die Papiere eines Opfers gefunden hatte und sich an die Presse wandte. Der Fischer wurde daraufhin in Portopalo so gemieden, dass er seinen Beruf aufgab.
La Republica finanzierte daraufhin im selben Jahr die Suche mit einem Tauchroboter und präsentierte die Unterwasseraufnahmen des Wracks. Im Juni 2001 wandten sich vier italienische Nobelpreisträger an die italienische Regierung, um die Bergung des Wracks zu erreichen.

## Aufarbeitung
Der libanesische Kapitän der Yiohan El Hallal wurde zunächst zweimal verhaftet und wieder frei gelassen: 1998 deshalb, weil sich der Unfall außerhalb der italienischen Hoheitsgewässer ereignet hätte, und 2001 deshalb, weil El Hallal selbst als illegaler Immigrant eingestuft wurde und nach Frankreich in ein Internierungslager abgeschoben werden sollte.
Der maltesische Staatsbürger pakistanischen Ursprungs Ahmed Sheik Tarub wurde dreizehn Jahre nach dem Unglück als Organisator der fehlgeschlagenen Schleusung vor dem sizilianischen Berufungsgericht zu 30 Jahren Haft verurteilt. Youssef El Hallal, der Kapitän der Yiohan, wurde 2008 zu 30 Jahren Haft verurteilt. Ob F 174 absichtlich gerammt wurde – wie Überlebende aussagten – oder ein Unfall vorlag, konnte nicht geklärt werden.